# Albert von Buxthoeven

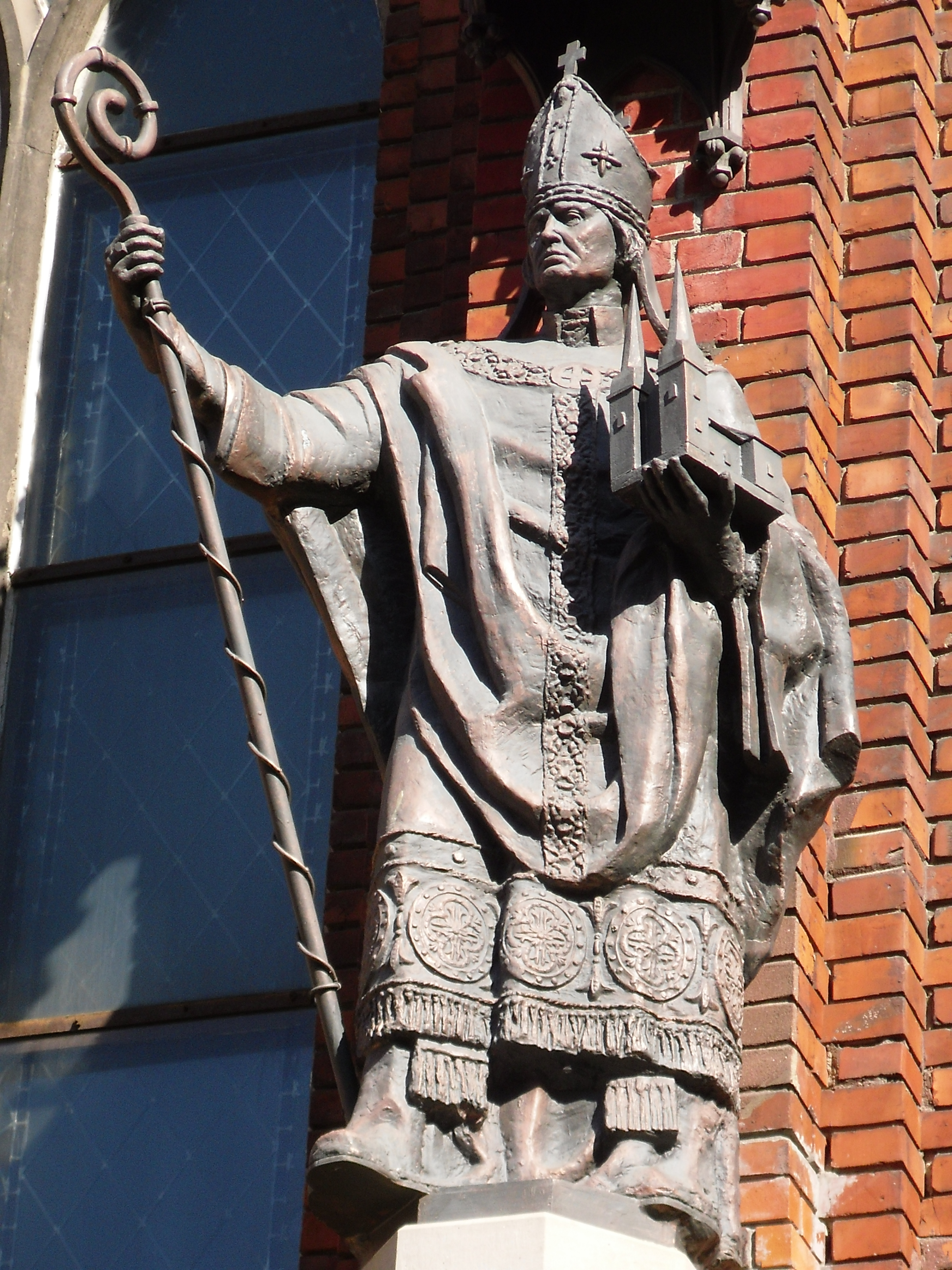
Albert-Statue am Dom zu Riga

Albert von Buxthoeven (auch Albert von Buxhoeveden, Buxhövden, Buxhöveden, Buxhöwde, Albert von Apeldern, * um 1165 in Bexhövede; † 17. Januar 1229 in Riga) war von 1199 bis 1201 Bischof von Livland und von 1201 bis 1229 Bischof von Riga. Er war Wegbereiter des Schwertbrüderordens und einer der bedeutenden Missionsbischöfe des 13. Jahrhunderts.

## Herkunft
Albert von Buxthoeven / Buxhövden / Bekeshovede (auch Albert von Buxhoeveden, Buxhöveden, Buxhöwde; Albert von Appeldern ist unwahrscheinlich) entstammte einer Ministerialenfamilie aus dem Hochstift Bremen. Erwiesen ist, dass seine Mutter Aleidis dem angesehenen Geschlecht der Utlede, das im Bremischen saß, entstammte. Sie war eine Schwester von Hartwig II. von Utlede und zweimal verheiratet, nämlich mit einem von Bekeshovede und einem von Appeldern. Seine Geschwister aus der einen Ehe der Mutter Aleidis nannten sich nach der Ortschaft Bexhövede bei Bremerhaven, während die Geschwister aus der anderen Ehe nach der Ortschaft Appeltern benannt sind. Die Reihenfolge der Eheschließungen und aus welcher der beiden Ehen Albert hervorging, ist bisher nicht geklärt. Weil die frühen Quellen nur den Namen Albert nennen, existieren Zuweisungen sowohl als Buxthoeven als auch als Appeldern. Wahrscheinlicher ist jedoch die Abstammung von der Ministerialenfamilie von Buxhoeveden mit Stammsitz in Bexhövede. Dort stifteten vor 1183 Geldmar, Albert und Lüder von Bexhövede die Johannes-der-Täufer-Kirche als Eigenkirche, die zwischen 1178 und 1184 gebaut und um 1180 geweiht wurde; 1185 wird sie urkundlich erstmals genannt. 
Albert war zunächst Domherr und Leiter der Domschule in Bremen, bis er 1199 von seinem Onkel Hartwig II. von Utlede, Erzbischof von Bremen, zum Bischof des damals noch wenig christianisierten Livlands geweiht wurde. Ihm folgten eine Reihe von Brüdern und Halbbrüdern als Kreuzfahrer nach Livland: Hermann, später Bischof von Dorpat, Rotmar, Propst in Dorpat, sowie Engelbert, Propst zu Riga, und die Laien Johannes „de Bikkeshovede“ und Theodoricus de Ropa. 
Er verhalf der lateinischen Kirche in Livland dazu, ihren Geltungsanspruch durchzusetzen und begründete die deutsche Kolonie in Livland. Die wichtigste Quelle bezüglich des Lebens und Schaffens Alberts von Buxthoeven ist Heinrichs Livländische Chronik (Heinrici Chronicon Livoniae), verfasst von Heinrich von Lettland. Der Name Albert wird häufig mit dem sinnverwandten Adalbert oder Albrecht verwechselt. Die frühesten Quellen verwenden eindeutig die lateinische Form Albertus.
| Aus Heinrichs Livländischer Chronik                                                          | Aus Heinrichs Livländischer Chronik                                                                 |
| lateinisch                                                                                   | deutsch                                                                                             |
| -------------------------------------------------------------------------------------------- | --------------------------------------------------------------------------------------------------- |
| LIBER TERCIUS. DE EPISCOPO ALBERTO                                                           | DRITTES BUCH. VON BISCHOF ALBERT                                                                    |
| Anno Domini M°C°XCVIII° venerabilis Albertus, Bremensis canonicus, in episcopum consecratur. | „Im Jahre des Herrn 1198 wurde der hochwürdige Albert, ein Domherr in Bremen, zum Bischof geweiht.“ |

## Wirken in Riga
Mitte des Jahres 1200 erreichte Albert als Bischof von Livland mit Kaufleuten, Missionaren und einem Pilgerheer, gestützt durch eine von Papst Innozenz III. ausgestellte Kreuzzugsbulle, die Dünamündung. Zwanzig Kilometer von dieser entfernt gründete er 1201 Riga und verlegte den Bischofssitz von Üxküll dorthin. Von diesem Zeitpunkt an hatte er den Titel des Bischofs von Riga inne. Bei seiner Mission konnte Albert an die von Meinhard von Segeberg geleistete Vorarbeit anknüpfen. Die Stadt wurde nach dem Vorbild Bremens angelegt. Daher gibt es bis heute frappierende Ähnlichkeiten und Jahrhunderte alte gemeinsame Traditionen zwischen beiden Städten. Der Roland vor dem Rigaer Schwarzhäupterhaus ist dafür ein augenfälliges Symbol.
1207 wurde er von König Philipp von Schwaben als Reichsfürst anerkannt und mit Livland belehnt. Der von ihm 1202 initiierte Schwertbrüderorden wurde derweil zu seiner größten Konkurrenz um die Vormachtstellung in Livland. Im Krieg gegen die Letten 1208 kooperierte Albert unfreiwillig mit dem dänischen König Waldemar II. Die Esten wie die Liven wurden zwischen 1219 und 1227 kurzzeitig unterworfen und dem dänischen König untergeordnet. Eine Konföderation in Livland wehrte sich allerdings gegen den dänischen Anspruch und erwirkte so 1222 die  Unabhängigkeit vom dänischen Königreich, und Waldemar II. musste auf Livland verzichten.
Albert plante in Livland einen einheitlich regierten christlichen Staat, welcher sich an das Heilige Römische Reich anlehnen sollte. Estland sollte dabei den Dänen vorbehalten bleiben. Um diesen Plan zu verwirklichen, warb Albert für seine Zeit außergewöhnlich häufig viele Pilger und Kolonisten im Reich. Der Plan scheiterte jedoch, da Albert nicht zum Erzbischof ernannt wurde und die Kurie ein Mächtegleichgewicht zwischen ihm und dem Schwertbrüderorden anstrebte. Über Albert und sein Wirken werden wir vor allem durch die livländische Chronik von Heinrich von Lettland, der Arnoldi Chronica Slavorum des Arnold von Lübeck sowie einige wenige Urkunden informiert.

## Nachwirkung
Albert von Buxthoeven ging in die Geschichte ein als einer der bedeutendsten Missionsbischöfe seiner Zeit. Er zeichnete sich insbesondere dadurch aus, dass er Tausende von Freiwilligen überzeugte, mit ihm als Kreuzritter in das Ostbaltikum zu fahren, um dort die Liven mit Wort oder Schwert zu missionieren. Durch sein rhetorisches Talent als Werbungsprediger und seine Bestrebungen, eine Herrschaft auf- und auszubauen und Gebiete zu erobern, machte er sich einen Namen.
Bis zur Reformation wurde Albert in Riga als Heiliger verehrt (Festtag: 1 Juni). 1999 wurden ihm und der 800. Jährung seiner Einsetzung als Bischof zu Ehren Münzen mit seinem Abbild geprägt.
Ein Abbild ist nicht überliefert. Das Denkmal in Riga ist eine Phantasieschöpfung. Eine halb so große Kopie steht im Lüneburger Brömsehaus der Deutsch-Baltischen Gesellschaft.